# Zasavci
Zasavci este o localitate din comuna Ormož, Slovenia, cu o populație de 56 de locuitori.